# Ankō Tennō
Ankō Tennō (安康天皇?) fue el vigésimo emperador del Japón, según el orden tradicional de sucesión. No existen pruebas suficientes acerca de este emperador o de su reinado, pero se cree que gobernó el país a mediados del siglo V.

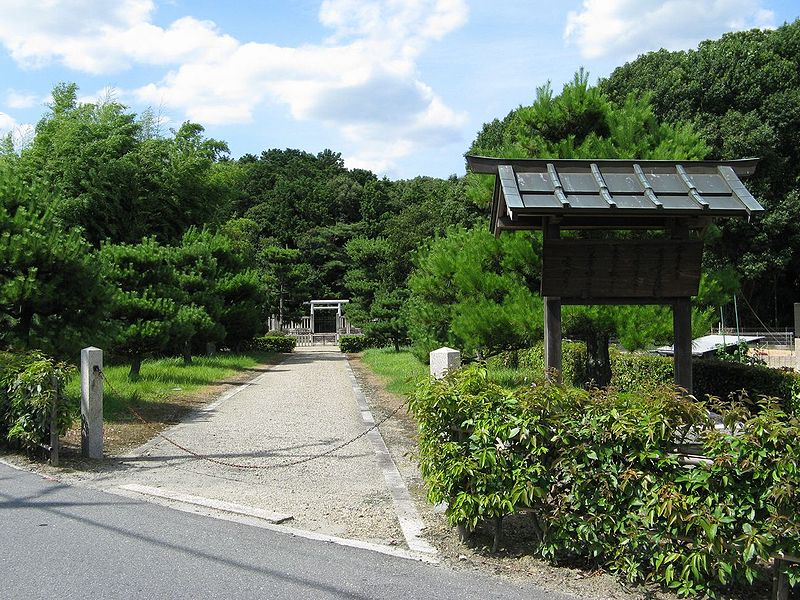
El mausoleo (misasagi) del Ankō Tennō en Nara.

Según el Kojiki y el Nihonshoki, Ankō fue el segundo hijo del  Ingyō Tennō. Su hermano mayor Kinashikaru no Miko (príncipe Kinashikaru) era el príncipe de la corona, pero debido a una relación incestuosa con su hermanastra, Kinashikaru perdió el favor de la corte. Después de un intento fallido de reunir tropas contra Ankō, Kinashikaru y su hermanastra se suicidaron.
Ankō fue asesinado en su tercer año de reinado por Mayowa no Ōkimi (Príncipe Mayowa), en represalia por la ejecución del padre de Mayowa.